# Arkadiusz Płoski
Arkadiusz Jan Płoski (ur. 5 lutego 1947 w Kielcach, zm. 8 lutego 2024) – polski matematyk i nauczyciel akademicki, prezydent Kielc (1990).

## Życiorys
W 1965 ukończył I Liceum Ogólnokształcące im. Stefana Żeromskiego w Kielcach. W 1974 uzyskał stopień doktora w zakresie nauk matematycznych na podstawie pracy Rozwiązania formalne i zbieżne równań analitycznych. Zatrudniony jako docent oraz kierownik Zakładu Matematyki Politechniki Świętokrzyskiej, prowadził także gościnnie zajęcia w Instytucie Matematyki Uniwersytetu Jagiellońskiego.
W latach 1980–1981 członek NSZZ „Solidarność”. Na początku 1990 zasiadał w radzie nadzorczej spółki „Gazeta Kielecka”. W czerwcu 1990 Rada Miejska Kielc wybrała go pierwszym prezydentem miasta w III RP. Swój urząd sprawował jedynie przez trzy miesiące. Po odejściu z funkcji prezydenta powrócił do pracy naukowej. W 1997 uzyskał tytuł profesora. Był kierownikiem Katedry Matematyki Politechniki Świętokrzyskiej.
Jego pradziad Piotr Arkadiusz Płoski (1845–1922) był powstańcem styczniowym, sędzią i adwokatem, a także wydawcą „Gazety Kieleckiej”.
W 2003 odznaczony Złotym Krzyżem Zasługi.